# Hypena lumpurensis
Hypena lumpurensis là một loài bướm đêm trong họ Erebidae.